# شهرستان دینگان
شهرستان دینگان (به لاتین: Ding'an County) یک منطقهٔ مسکونی در چین است که در هاینان واقع شده‌است. شهرستان دینگان ۳۰۴٬۵۲۲ نفر جمعیت دارد.